# Список вулиць Києва (Ш)
Це список вулиць міста Києва, назви яких починаються на літеру Ш.
До списку входять усі урбаноніми Києва, що містяться в офіційному довіднику «Вулиці міста Києва», затвердженому 2015 року, а також у міській інформаційно-аналітичній системі забезпечення містобудівної діяльності (МІАС ЗМД) «Містобудівний кадастр Києва», довіднику «Вулиці Києва» 1995 року та атласі «Київ до кожного будинку». Назви вулиць, які відсутні в офіційному довіднику, подані курсивом. Проєктні вулиці, що мають код у кадастрі, але не мають назв, у списку не наведені.
У списку вулиці подані за алфавітом. Назви вулиць на честь людей відсортовані за прізвищем (якщо прізвище відсутнє — за іменем) і подаються у форматі Прізвище Ім'я і/або Посада. Якщо вулиця названа за цілісним псевдонімом, то сортування відбувається за першою літерою псевдоніма або імені, тобто Бориса Тена подано на літеру Б, Ганни Барвінок — на Г, Дзиґи Вертова — на Д, Івана Багряного — на І, Кузьми Скрябіна — на К, Лесі Українки — на Л, Марка Вовчка, Марка Черемшини, Миколи Хвильового і Мирослава Ірчана — на М, Олени Пчілки і Остапа Вишні — на О, Панаса Мирного — на П, Юрія Клена — на Ю, Якуба Коласа, Яна Райніса, Янки Купали і Януша Корчака — на Я. Вулиці, що мають, окрім назви, порядковий номер, відсортовані за власною назвою, наприклад 2-й Левадний провулок на літеру Л. Вулиця Радгосп «Совки» розміщена на літеру С, вулиця Міста Шалетт — на літеру Ш. Назви вулиць, що починаються на число (окрім вулиць, зазначених вище), записані словами і подані на відповідну літеру (Восьмого Березня, Першого Травня тощо).
Вулиці з назвами «Садова» (в тому числі «номерні») і лінії виділені в окремі списки.
Станом на 1 січня 2023 року в Києві 2833 урбаноніми, з них:
| - 2059 вулиць; - 533 провулки; - 77 ліній; - 59 площ і майданів; | - 32 проспекти; - 22 бульвари; - 15 узвозів; | - 12 проїздів; - 11 шосе; - 5 доріг; | - 3 алеї; - 3 набережних; - 2 тупики. |

Колір фону у списку залежить від типу урбаноніма.
Після списку існуючих вулиць наведено список зниклих вулиць (вулиць, які були ліквідовані або включені до інших вулиць протягом XX—XXI століть), а також список попередніх назв вулиць, починаючи з 1800 року. Назви перейменованих вулиць, що починаються на число (окрім вулиць, зазначених вище), записані словами і подані на відповідну літеру (Третього Інтернаціоналу, Дев'ятого Січня, Дванадцятого Грудня, Двадцять П'ятого Жовтня, Сорокаріччя Жовтня, П'ятдесятиріччя Жовтня, Шістдесятиріччя Жовтня тощо).

## Вулиці міста Києва
| Назва                          | Тип   | Колишні назви                                                                                             | Район                     | Місцевість                            | Рік затв.        | Код об'єкта |
| ------------------------------ | ----- | --- | ------------------------- | ------------------------------------- | ---------------- | ----------- |
| Шалетт Міста                   | вул.  | Нова 4-та, Промениста                                                                                     | Дніпровський              | Північно-Броварський масив            | 1984             | 11884       |
| Шамо Ігоря                     | бул.  | Нова 2-га вул., Давидова Олексія                                                                          | Дніпровський              | Русанівка                             | 2016             | 10403       |
| Шаповала Генерала              | вул.  | Нова, Механізаторів                                                                                       | Солом'янський             | Кучмин яр                             | 2018             | 11044       |
| Шахліна Бориса                 | пров. | Васильківський (2-й), Горького                                                                            | Голосіївський             | Нова Забудова                         | 2017             | 10370       |
| Шахтарська                     | вул.  | Дачна 9-та                                                                                                | Оболонський               | Пріорка                               | 1955             | 11888       |
| Шевельова Юрія                 | вул.  | Михайлівська + Нова 205-та, Руднєва, Руднєва Миколи                                                       | Дарницький                | Нова Дарниця                          | 2016             | 11469       |
| Шевченка                       | вул.  | | Дарницький                | Бортничі                              | 1988             | 11890       |
| Шевченка                       | вул.  | | Деснянський               | Троєщина                              | 1988             | 11892       |
| Шевченка                       | вул.  | | Солом'янський             | Жуляни                                | 1988             | 11891       |
| Шевченка                       | пров. | | Дарницький                | Бортничі                              |                  | 12063       |
| Шевченка                       | пров. | | Солом'янський             | Жуляни                                | 1988             | 11893       |
| Шевченка Тараса                | бул.  | Бульварне шосе, Бульварна вул., Університетський, Бібіковський, Тараса Шевченка, Шевченка, Ровноерштрассе | Шевченківський            |                                       | 1944             | 11894       |
| Шевченка Тараса                | площа | Кинь-Ґрусть                                                                                               | Оболонський               | Кинь-Ґрусть, Мінський масив           | 1959             | 11895       |
| Шевченка Тараса                | пров. | Козиноболотна вул., Козиноболотська вул., Козине Болото вул., Хрещатицький                                | Шевченківський            | Старий Київ                           | 1954             | 11896       |
| Шелухіна Сергія                | вул.  | Проектна 12997                                                                                            | Голосіївський             | Віта-Литовська                        | 2017             | 12997       |
| Шеметів Братів                 | вул.  | Проєктна 12971                                                                                            | Голосіївський             | Теремки                               | 2019             | 12971       |
| Шепелєва Миколи                | вул.  | Нова 142-га, Автогенна                                                                                    | Солом'янський             | Новокараваєві дачі                    | 1975             | 11897       |
| Шепетівська                    | вул.  | Матківщина                                                                                                | Святошинський             | Святошин                              | 1952             | 11898       |
| Шептицького Андрея Митрополита | вул.  | Луначарського Анатолія                                                                                    | Дніпровський              | Микільська слобідка                   | 2016             | 10960       |
| Шимановського Віталія          | вул.  | | Дніпровський              | Микільська слобідка                   | 2005             | 11899       |
| Широка                         | вул.  | Нова | Голосіївський             | Ширма                                 | 1955             | 11900       |
| Шишка Сергія                   | вул.  | Проєктна 13106                                                                                            | Солом'янський             | Жуляни                                | 2019             | 13106       |
| Шкільна                        | вул.  | Училищна                                                                                                  | Голосіївський             | Деміївка                              | 1944             | 11902       |
| Шкільна                        | вул.  | | Дарницький                | Бортничі                              |                  | 12657       |
| Шкільна                        | вул.  | | Святошинський             | Біличі                                | 1-ша пол. XX ст. | 11903       |
| Шкільна                        | вул.  | | Солом'янський             | Жуляни                                | 1988             | 11904       |
| Шляховиків                     | вул.  | Шосе ДВРЗ пров., Шляховиків пров.                                                                         | Дніпровський              | ДВРЗ                                  | 1971             | 11906       |
| Шляховиків                     | пров. | | Дніпровський              | ДВРЗ                                  |                  | 12062       |
| Шмідта Отто                    | вул.  | Верхньоюрківська                                                                                          | Шевченківський            | Татарка                               | 1944             | 11907       |
| Шовковична                     | вул.  | Шовковична, Левашовська, Карла Лібкнехта, Хорст-Вессельштрассе                                            | Печерський                | Липки                                 | 1993             | 11908       |
| Шовкоплясів Сім'ї              | вул.  | без назви «Б», Дибенка Павла                                                                              | Оболонський               | Оболонь                               | 2017             | 10432       |
| Шовкуненка                     | вул.  | Повітрофлотський пров.                                                                                    | Солом'янський             | Залізнична колонія                    | 1984             | 11909       |
| Шолом-Алейхема                 | вул.  | Нова | Деснянський               | Лісовий масив                         | 1966             | 11910       |
| Шолуденка                      | вул.  | Керосинна                                                                                                 | Шевченківський            | Шулявка                               | 1957             | 11911       |
| Шоста                          | вул.  | | Оболонський               | СТ «Чорнобилець-2001»                 |                  | 12573       |
| Шпака Миколи                   | вул.  | Нова | Шевченківський            | Шулявка                               | 1957             | 11912       |
| Шпильова                       | вул.  | Нова 469-та                                                                                               | Солом'янський             | Залізничний масив                     | 1944             | 11913       |
| Шполянська                     | вул.  | Шполянське підгір'я                                                                                       | Подільський               | Шполянка                              | 1944             | 11914       |
| Шульгина Володимира            | вул.  | Чапаєва, Федька Івана                                                                                     | Святошинський             | Біличі                                | 2016             | 11759       |
| Шульгина Якова                 | пров. | Нова вул., Федька Івана                                                                                   | Святошинський             | Біличі                                | 2015             | 11760       |
| Шулявська                      | вул.  | Тбіліська                                                                                                 | Шевченківський            | Шулявка                               | 1957             | 11915       |
| Шумського Юрія                 | вул.  | | Дніпровський              | Березняки                             | 1967             | 11916       |
| Шухевича Романа                | пр-т  | Новий, Генерала Ватутіна                                                                                  | Дніпровський, Деснянський | Вигурівщина-Троєщина, Райдужний масив | 2017             | 10198       |

## Зниклі вулиці
| Назва              | Тип   | Район          | Місцевість             | Рік зникнення | Примітка                                                              |
| ------------------ | ----- | -------------- | ---------------------- | ------------- | --------------------------------------------------------------------- |
| Шевська            | вул.  | Московський    | Деміївка               | 1981          |                                                                       |
| Шевченка           | вул.  | Ленінградський | с. Біличі              | 1980-ті       | згадується у ВК-75, ВК-79 та довіднику «Київ» 1982 р. Назва з 1965 р. |
| Шевченка           | пров. | Ленінградський | с. Біличі              | 1980-ті       |                                                                       |
| Шекспірівська      | вул.  | Залізничний    | Чоколівка              | 1978          |                                                                       |
| Шовкуненка Олексія | вул.  | Московський    | Деміївка               | 1979          | До 1976 року — Нововолодимирська                                      |
| Шосейний           | пров. | Жовтневий      | Караваєві дачі         | 1978          | До 1955 року — 2-й Андріївський                                       |
| Шумова Василя      | вул.  | Печерський     | Звіринець              | 1981          | До 1958 року — Нова, до 1964 року — Маловільшанська                   |
| Шумського Юрія     | вул.  | Дарницький     | Кухмістерська слобідка | 1960-ті       |                                                                       |
| Шумського Юрія     | пров. | Дарницький     | Кухмістерська слобідка | 1971          | До 1955 року — Данишівська вулиця                                     |

## Перейменовані вулиці
| Стара назва                   | Нова назва               | Район          | Дата перейменування | Сучасна назва            |
| ----------------------------- | ------------------------ | -------------- | ------------------- | ------------------------ |
| Шамрила Тимофія               | Парково-Сирецька         | Шевченківський | 2017                | Парково-Сирецька         |
| Шаумяна                       | Параджанова Сергія       | Шевченківський | 2016                | Параджанова Сергія       |
| Шаумяна пров.                 | Параджанова Сергія пров. | Шевченківський | 2017                | Параджанова Сергія пров. |
| Шевцова Івана                 | Макуха Василя            | Шевченківський | 2019                | Макуха Василя            |
| Шевченка                      | Березняківська           | Дарницький     | 1955                | ліквідовано              |
| Шевченка                      | Бишівська                | Дарницький     | 1955                | ліквідовано              |
| Шевченка                      | Райдужна                 | Дарницький     | 1957                | Райдужна                 |
| Шевченка                      | Срібна                   | Жовтневий      | 1965                | Йогансена Майка          |
| Шевченка                      | Шевченківська            | Жовтневий      | 1965                | Йогансена Майка          |
| Шевченківська                 | Блока Олександра         | Ленінградський | 1982                | Йогансена Майка          |
| Шевченківська                 | Йогансена Майка          | Святошинський  | 2024                | Йогансена Майка          |
| Шевченка                      | Чибісова Генерала        | Ленінградський | 1974                | ліквідовано              |
| Шевченка Тараса бульв. (част) | Перемоги пр-т            | Радянський     | 1985                | Берестейський пр-т       |
| Шевченківська                 | Чорнобильська            | Жовтневий      | 1955                | Чорнобильська            |
| Шевченківська                 | Каменярів                | Кагановичський | 1955                | Каменярів                |
| Шевченківський пров.          | Сталіногорський пров.    | Подільський    | 1955                | Гулака Миколи            |
| Шевченко                      | Березняківська           | Дарницький     | 1955                | Березняківська           |
| Шевченко                      | Бишівська                | Дарницький     | 1955                | ліквідовано              |
| Шевченко                      | Лівобережна              | Дарницький     | 1955                | ліквідовано              |
| Шевченко                      | Серова                   | Дарницький     | 1955                | Сірожупанників (част.)   |
| Шевченко                      | Кривоноса Максима        | Залізничний    | 1955                | Кривоноса Максима        |
| Шевченко                      | Левітана                 | Кагановичський | 1955                | Левітана                 |
| Шевченко (част.)              | Дніпропетровська         | Залізничний    | 1955                | Новокодацька             |
| Шевченко пров.                | Чебишева пров.           | Дарницький     | 1955                | Чебишова пров.           |
| Шевченко пров.                | Лівобережний пров.       | Дарницький     | 1955                | ліквідовано              |
| Шевченко пров.                | Левітана пров.           | Кагановичський | 1955                | Левітана пров.           |
| Шевченковський пров.          | Каменярів пров.          | Кагановичський | 1955                | Каменярів пров.          |
| Шкільна                       | Вчительська              | Московський    | 1977                | ?                        |
| Шкільна                       | Гліера                   | Ленінградський | 1974                | Глієра                   |
| Шкільна                       | Зоотехників              | Дарницький     | 1955                | ліквідовано              |
| Шкільна                       | Чорнобильський пров.     | Жовтневий      | 1955                | Чорнобильський пров.     |
| Шкільна                       | Кащенка                  | Кагановичський | 1955                | Кащенка Академіка        |
| Шкільний пров.                | Корчуватський пров.      | Кагановичський | 1955                | Корчуватський пров.      |
| Шелеста Петра                 | Плахотнюка Миколи        | Деснянський    | 2017                | Плахотнюка Миколи        |
| Шишкінський пров.             | Рєпіна Іллі пров.        | Шевченківський | 2022                | Рєпіна Іллі пров.        |
| Шістдесятиріччя Жовтня пр-т   | Броварський пр-т         | Дніпровський   | 1993                | Броварський пр-т         |
| Шліхтера Академіка            | Вифлеємська              | Дніпровський   | 2015                | Вифлеємська              |
| Шмідта                        | Байкова                  | Кагановичський | 1944 (1952)         | Байкова                  |
| Шосе ДВРЗ вул.                | Дарницьке шосе           | Дарницький     | 1961                | Алматинська              |
| Шпетерська                    | Бутишів пров.            |                | сер. XIX ст.        | Бутишів пров.            |
| Шулявський пров.              | Тбіліський пров.         | Жовтневий      | 1955                | Тбіліський пров.         |
| Шутова Полковника             | Грушецька                | Солом'янський  | 2023                | Грушецька                |
|                               |                          |                |                     |                          |
|                               |                          |                |                     |                          |
|                               |                          |                |                     |                          |
|                               |                          |                |                     |                          |
|                               |                          |                |                     |                          |
|                               |                          |                |                     |                          |